# Célio Faria Júnior
Célio Faria Júnior é um economista brasileiro, tendo sido Ministro da Secretaria de Governo da Presidência da República até 31 de dezembro de 2022.

## Vida pessoal
Célio Faria Júnior é economista, especialista em gestão pela Fundação Getúlio Vargas (FGV) e servidor público. O primeiro cargo dele foi como chefe dos assessores especiais de Jair Bolsonaro. No fim do ano passado, foi promovido a chefe do gabinete pessoal do então presidente.
Faria Júnior chegou ao núcleo mais próximo de Jair Bolsonaro por intermédio de dois homens de confiança do presidente. Um deles é o ministro do TCU Jorge Oliveira e o outro é Pedro Cesar Sousa, ex-assessor de Bolsonaro na Câmara dos Deputados e ex-chefe de gabinete do presidente até o fim de 2020.